# Nunación
La nunación (en árabe تنوين, tanwīn) es un fenómeno gramatical de ciertas lenguas semíticas, especialmente del árabe. Consiste en la adición de una nun final a un sustantivo o adjetivo que generalmente indica que es totalmente declinable y sintácticamente indeterminado. No obstante, ciertos nombres propios, que son semánticamente sustantivos definidos, parten de sustantivos originalmente indeterminados y por tanto conservan la nunación. Ej.: مُحَمَّدٌ, Muḥammadun, «Mahoma».
En árabe se representan por tres signos diacríticos, en esencia las vocales breves reduplicadas. Indican, de izquierda a derecha, los finales -un (nominativo), -in (genitivo) y -an (acusativo). El signo ـً se suele escribir en combinación con ا ʾalif (ـًا), tāʾ marbūṭah (ةً) o hamza (ءً). La ʾalif es obligatoria si la palabra no acaba en tāʾ marbūṭah, hamza o es díptota, aunque el símbolo en sí no se escriba. La nunación solo se utiliza en árabe literario; no está presente en las variedades habladas, y muchos libros de texto árabes introducen incluso fragmentos literarios sin utilizar estas terminaciones.
El término nunación puede referirse también al final -n de los duales en acadio, que se perdió en el periodo babilónico antiguo.
| Nombre          | Fathatan | Kasratan | Dammatan |
| --------------- | -------- | -------- | -------- |
| Símbolo         | ـً        | ـٍ        | ـٌ        |
| Transliteración | -an      | -in      | -un      |